# Finlands Scouter
Suomen Partiolaiset - Finlands Scouter ry (SP-FS) är namnet på den finska scoutrörelsens organisation. Förbundet är Finlands enda officiella och följaktligen tvåspråkigt även om alla svensktalande är organiserade i en egen avdelning, Finlands Svenska Scouter (FiSSc).
Finlands Scouter grundades 1972. Tidigare hade flick- och pojkscouter tillhört olika förbund.